# Nižná (Trnava)
Nižná (in ungherese Nézsnafalva) è un comune della Slovacchia facente parte del distretto di Piešťany, nella regione di Trnava.